# Carlocebus carmenensis
Carlocebus carmenensis es una de las 2 especies extintas en que se subdivide el género Carlocebus de monos del Nuevo Mundo de la familia Pitheciidae. Habitó en el Mioceno de la Patagonia argentina, en el extremo sur de América del Sur.   

## Generalidades
Esta especie fue descrita originalmente por J. G. Fleagle en el año 1990. Carlocebus carmenensis vivió a comienzos del Mioceno medio, hace 16,4 millones de años, en la «formación Pinturas», en la localidad de Portezuelo Sumich Sur, en el noroeste de la provincia de Santa Cruz, en el sur de la Argentina.